# Intersexualidad en Uganda

Prohibición legal de las intervenciones médicas
Reglamento por el cual se suspenden las intervenciones médicas sin consentimiento

Las personas intersexuales en Uganda se enfrentan a un entorno peligroso, con importantes deficiencias en la protección contra la mutilación y las intervenciones médicas cosméticas no consensuadas, así como en la protección contra la discriminación.

## Historia
Tradicionalmente, los niños identificados con una condición intersexual al nacer eran asesinados, y las madres podían ser acusadas de brujería. A pesar del intento de diversas organizaciones de la sociedad civil para normalizarlo, el estigma, la violencia, el abuso y la explotación todavía persisten.
En diciembre de 2017, activistas intersexuales africanos publicaron una declaración exponiendo demandas locales.

## Integridad física y autonomía corporal
Diversos informes sugieren que el nacimiento de un bebé intersexual suele ser considerado una maldición o mal presagio, lo que resulta en infanticidio y estigmatización de la madre. Las madres resultan expulsadas de su comunidad, y los niños intersexuales pueden ser separados de sus hermanos. Las personas intersexuales pueden sufrir intervenciones médicas coercitivas, tanto en entornos médicos como fuera de ellos. Sin embargo, quienes requieren atención médica también tienen dificultades para acceder a los tratamientos necesarios.
Un informe de 2014 de la Coalición de la Sociedad Civil sobre Derechos Humanos y Derecho Constitucional identificó múltiples casos en los que cirugías e intervenciones médicas condujeron a violaciones de derechos humanos, como cirugías realizadas a menores sin consentimiento de su familia y suspensión de atención médica.

## Protección contra la discriminación

Protección explícita contra la discriminación por motivos de características sexuales
Protección explícita por motivo de estatus intersexual
Protección explícita por motivo intersexual dentro del atributo de sexo

La Constitución de Uganda reconoce los derechos y libertades fundamentales, la igualdad y la no discriminación, la privacidad, la educación y la acción afirmativa. La Carta Africana sobre los Derechos y el Bienestar del Niño Africano compromete a los países miembros, incluida Uganda, a proteger a todos los niños –incluidos los niños intersexuales– contra el abuso y la explotación social, económica, cultural y política. En la práctica, las personas intersexuales siguen siendo víctimas de violencia, discriminación y abuso.
Sam Lyomoki, diputado y médico ugandés, declaró que el parlamento «emitió directrices en 2015 al Ministerio de Salud desaconsejando la intervención quirúrgica en bebés intersexuales».
En una investigación realizada por SIPD Uganda, el 90 % de los jóvenes intersexuales reportaron que se vieron forzados a abandonar la escuela debido al «inmenso estigma y discriminación asociados con el desarrollo no binario de sus cuerpos intersexuales».

## Documentos de identidad
La Ley de Registro de Personas de 2015 permite actualizar los datos de registro de un niño intersexual en caso de un cambio de sexo con certificación médica. En concreto, si un niño nace intersexual y, tras el registro, se somete a una operación, su sexo registrado puede cambiar de masculino a femenino o de femenino a masculino.